# Protomelas
Protomelas (Gr.: „protos“ = ur, erste; + „melas“ = schwarz) ist eine Buntbarsch-Gattung, die endemisch im Malawisee in Ostafrika vorkommt.

## Merkmale
Protomelas ist eine relativ unspezialisierte Gattung, die nur durch ihr urtümliches (plesiomorphes) Melaninmuster definiert wird. Es besteht aus zwei Längsstreifen, der erste und kräftigere verläuft in der Körpermitte, ein zweiter in der oberen Körperhälfte zwischen dem ersten Längsstreifen und der Rückenflossenbasis. Dieses Zeichnungsmuster ist schon bei vielen niedrig entwickelten haplochrominen Buntbarschen der ostafrikanischen Flüsse vorhanden und wird als „Urzeichnungsmuster“ der ostafrikanischen Haplochrominen angesehen. Die Protomelas angehörenden Arten werden 11 bis 20 cm lang. Sie können von bläulicher, bläulicher-gelber oder bläulicher-roter Farbe sein.

## Fortpflanzung

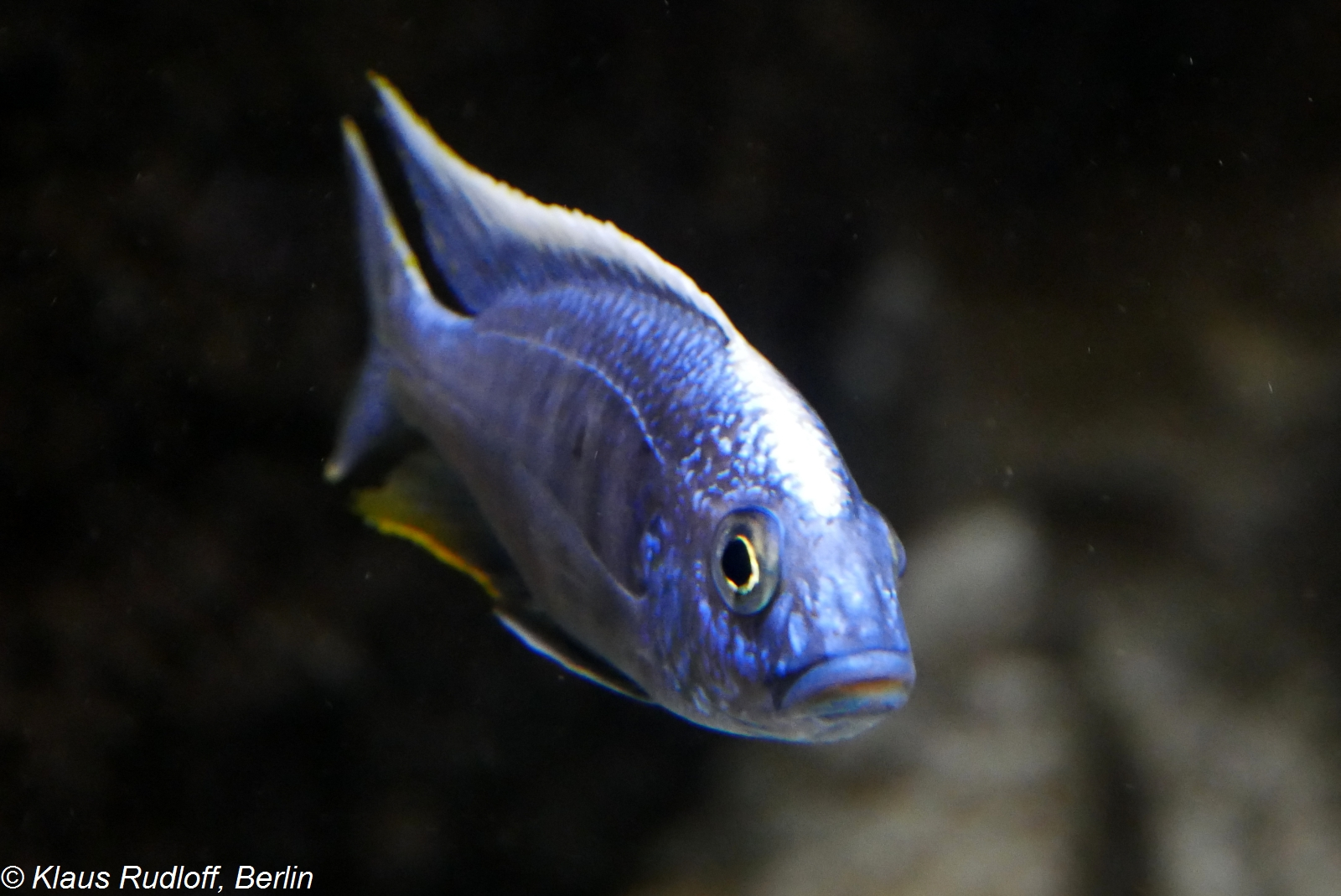
Protomelas fenestratus

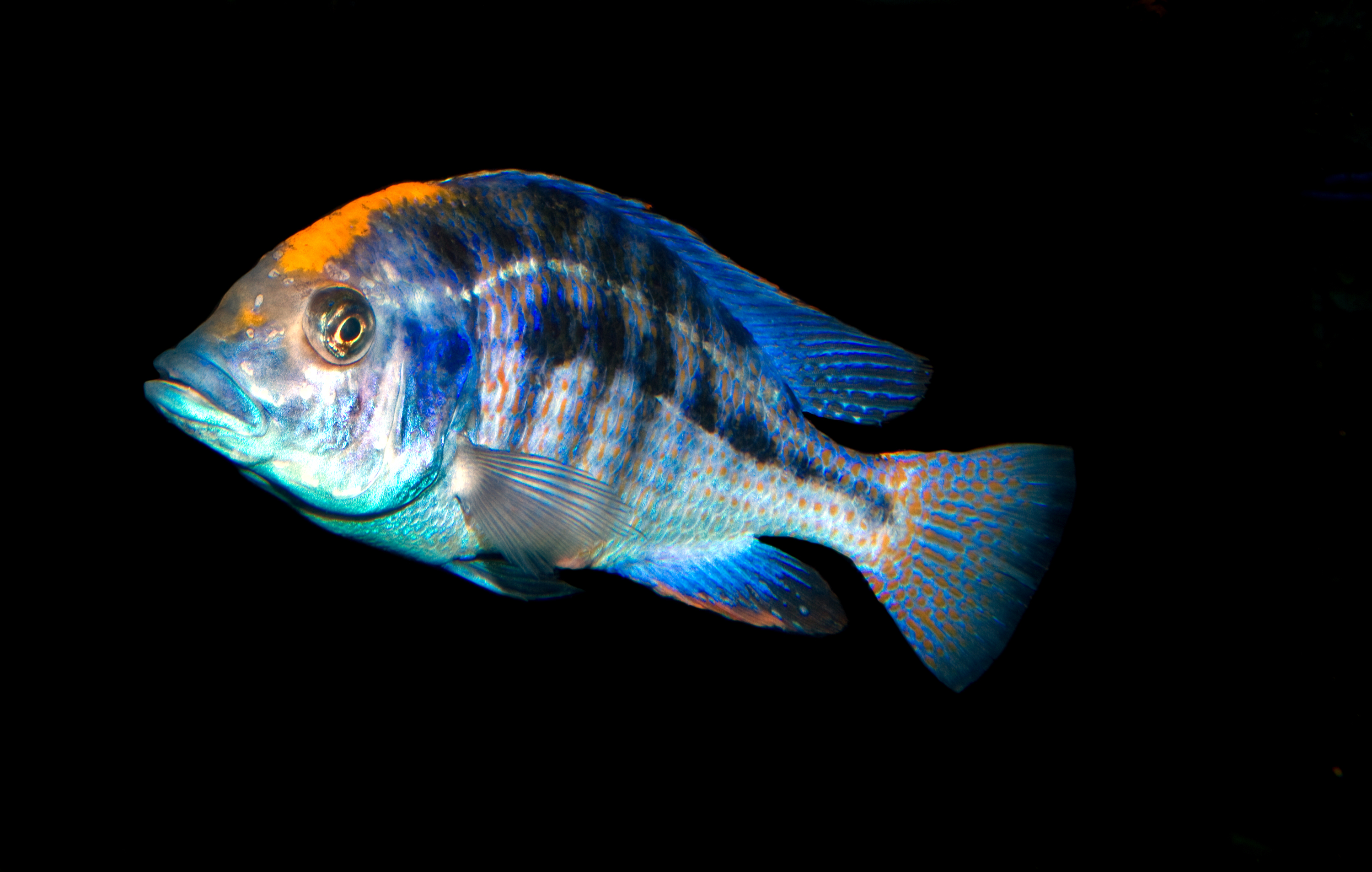
Protomelas spilonotus

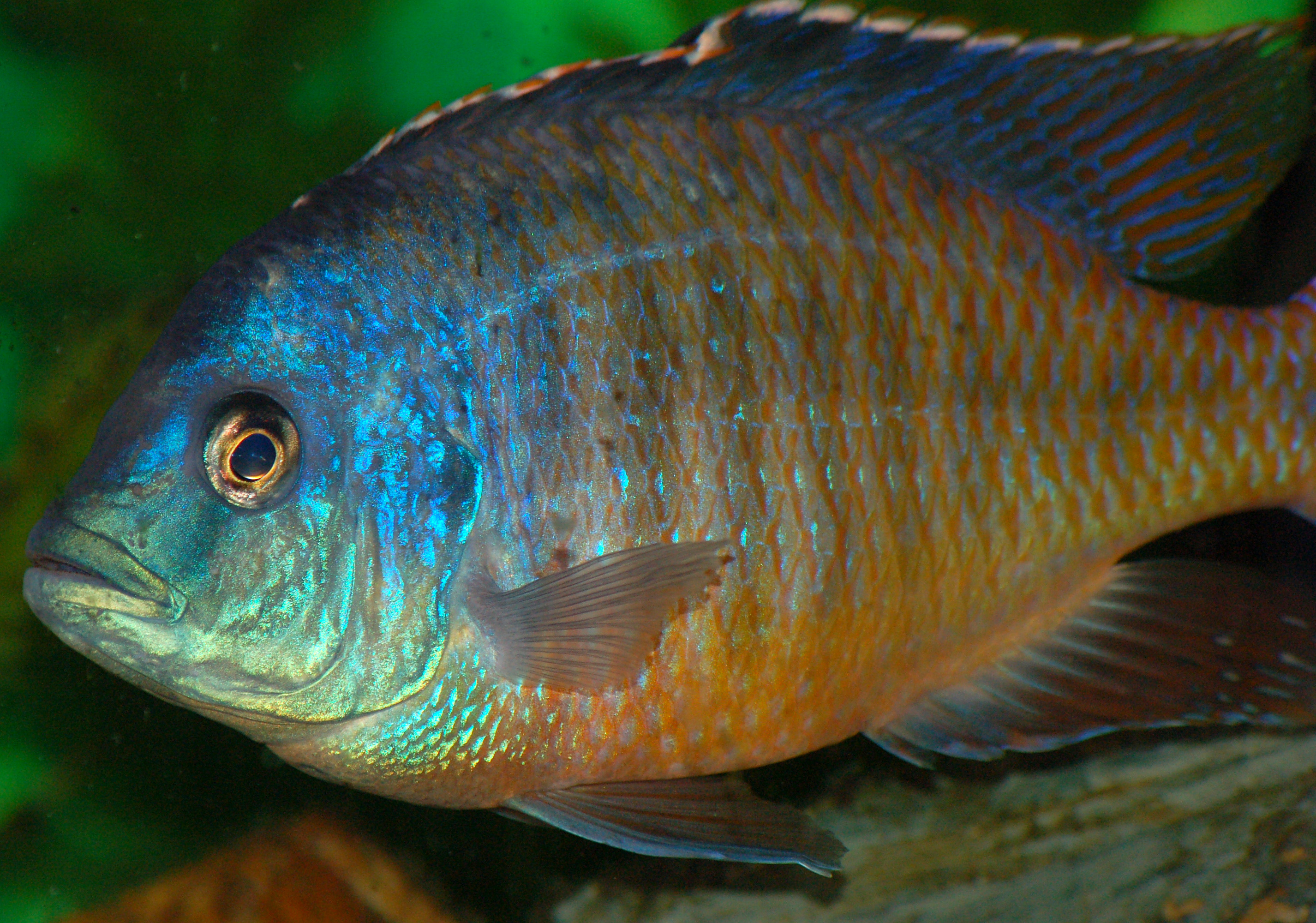
Protomelas taeniolatus

Wie fast alle Buntbarsche des Malawisees sind die Protomelas-Arten agame Maulbrüter, d. h. nur ein Geschlecht, in diesem Fall das Weibchen, übernimmt die Maulbrutpflege. Abgelaicht wird in flachen Sandmulden oder auf waagerecht liegenden Steinen. Nach dem Laichen werden die 30 bis 50 Eier vom Weibchen ins Maul genommen. Die Jungfische verlassen das Maul nach etwa 22 bis 24 Tagen und werden danach noch einige Tage vom Weibchen beschützt.

## Systematik
Es gibt 16 beschriebene Arten:
- Protomelas annectens (Regan, 1922)
- Protomelas dejunctus Stauffer, 1993
- Protomelas fenestratus (Trewavas, 1935)
- Protomelas insignis (Trewavas, 1935)
- Protomelas kirkii (Günther, 1894), Typusart
- Protomelas krampus Dierickx & Snoeks, 2020
- Protomelas labridens (Trewavas, 1935)
- Protomelas macrodon Eccles, 1989
- Protomelas marginatus (Trewavas, 1935)
- Protomelas pleurotaenia (Boulenger, 1901)
- Protomelas similis (Regan, 1922)
- Protomelas spilonotus (Trewavas, 1935)
- Protomelas spilopterus (Trewavas, 1935)
- Protomelas taeniolatus (Trewavas, 1935)
- Protomelas triaenodon (Trewavas, 1935)
- Protomelas virgatus (Trewavas, 1935)